# Alchemilla sinuata
Alchemilla sinuata é uma espécie de rosácea do gênero Alchemilla, pertencente à família Rosaceae.